# Hyperosmie
 Mise en garde médicale
L'hyperosmie est l'exacerbation de l'odorat. Elle se manifeste parfois chez la femme enceinte, à la suite de diverses maladies dont des états névrotiques. Elle peut également être liée à la prise de certains types de médicaments. 
L'hyperosmie s'oppose à l'anosmie et diffère de la phantosmie.

## Étymologie et définition
Étymologiquement, le mot « hyperosmie » est construit sur le préfixe « hyper », qui vient du grec ancien ὑπέρ, signifiant « au-dessus, au-delà », et le suffixe « osmie », qui vient du grec ancien οσμος, signifiant « odeur ».
Le CNTRL définit l'hyperosmie comme l'« exagération de la sensibilité olfactive dans certains états névropathiques » donnant ainsi un aspect purement pathologique à cet état.

## Causes
Les causes de l'hyperosmie sont généralement considérées comme génétiques, hormonales, environnementales ou résultant d'un syndrome de sevrage des antidépresseurs ou des anxiolytiques tels que la benzodiazépine.
Les facteurs de risques les plus connus avec la grossesse et la ménopause sont la maladie d’Addison, l’hyperthyroïdie, mais aussi des altérations neuronales dues à la consommation d’amphétamines ou au syndrome d'abstinence néonatale
.

### Hyperosmie et troubles psychiatriques
L'hyperosmie ou hyperacuité olfactive, entraînant des ressentis face à certaines odeurs considérées comme « trop fortes » (analogues à ceux de l'hypersensiblité au bruit), est une des conséquences de la prise d'antidépresseurs, particulièrement durant les périodes de sevrage.

### Hyperosmie et grossesse
Le psychologue Gérard Brand, auteur de l'ouvrage À la découverte des odeurs paru chez Iste éditions, explique que ce phénomène d'hyperosmie chez la femme enceinte, bien identifié depuis des années, repose sur le « rôle protecteur joué par l'odorat vis-à-vis de substances potentiellement tératogènes », notamment durant les trois premiers mois de grossesse lors desquels la « vulnérabilité du fœtus est maximale ». De nombreuses études ayant confirmé ce fait se basent en fait sur les ressentis des femmes enceintes plutôt que sur de véritables analyses scientifiques.

## Hyperosmie célèbre
L'infirmière britannique en retraite Joy Milne est capable de détecter à l'odeur des patients souffrant de la maladie de Parkinson. Elle a détecté un changement d'odeur corporelle de son mari plusieurs années avant qu'il ne développe la maladie, sans comprendre ce changement. Puis après les premiers symptômes, au cours d'une visite à l'hôpital en 1994, elle s'est rendu compte que toutes les personnes du service présentaient la même odeur, puissante, légèrement musquée, pas forcément agréable. Plusieurs tests à l'aveugle ont pu être pratiqués, notamment en sentant des t-shirts portés une journée, Joy Milne a toujours eu 100% de conformité, y compris sur des patients n'ayant pas encore été diagnostiqués.
Le mari de Joy Milne est mort en 2015 des suites de sa maladie. Joy Milne travaille aujourd'hui avec plusieurs neurobiologistes pour identifier les marqueurs chimiques de la signature olfactive des maladies, notamment par l'étude du volatilome du sébum. Outre Parkinson, elle a identifié une odeur pour la maladie d'Alzheimer, plutôt vanillée, une odeur pour certains cancers, végétale voire terreuse, et pour la tuberculose. Ces détections sont très précoces dans le stade de la maladie, plusieurs mois ou années avant que les premiers symptômes n'apparaissent, ce qui permet d'envisager des traitements médicaux préventifs.

## Dans la culture populaire
- Le Parfum, de l'écrivain allemand Patrick Süskind
- L'homme qui prenait sa femme pour un chapeau d'Oliver Sacks, chapitre Dans la peau du chien relatant le cas d'un étudiant en médecine se retrouvant un beau matin doué de cette capacité